# Adam Szymański

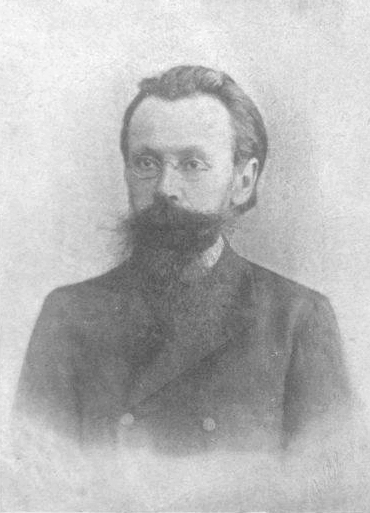
Adam Szymański

Adam Szymański, född 16 juli 1852 i Hruszniew, död 6 april 1916 i Moskva, var en polsk författare. 
Szymański skrev under sin förvisning i Sibirien (1879–85) geografiska avhandlingar, varför han valdes till ledamot av kejserliga geografiska sällskapet i Sankt Petersburg. Hans skönlitterära verksamhet inryms i de båda novellsamlingarna Szkice (1886, 1891), huvudsakligen på grundvalen av sibiriska erinringar. Bland dessa berättelser utmärker sig Hanusia genom den av djupt sedligt allvar burna skildringen av en polsk kvinnas sibiriska levnadsöde.